# Hilarimorpha mikii
Hilarimorpha mikii är en tvåvingeart som beskrevs av Samuel Wendell Williston  1888. Hilarimorpha mikii ingår i släktet Hilarimorpha och familjen Hilarimorphidae. Inga underarter finns listade i Catalogue of Life.